# AisleRiot
Aisleriot (AisleRiot або Айслеріот в Debian lenny/sid) — ігрова програма в GNOME, у якій зібрано більше 80-ти пасьянсів. Входить до пакунку Gnome Games. Запускається командою «sol».
Правила гри запрограмовані на скриптовій мові Scheme.
З недавнього часу доступна також і для платформ Windows та Maemo.

## Перелік пасьянсів
- Аґнес
- Афіна
- Олд Ланг Синг
- Тітка Мері
- Хребет
- Чортова дюжина
- Пекарська гра
- Облога замку
- Блок десяток
- Бристоль
- Камелот
- Кенфілд (Klondike, Клондайк, Косинка)
- Килим
- Шахова дошка
- Годинник
- Конверт
- Жорстокість
- Діамантова шахта
- Дуплети
- Орлине крило
- Східна гавань
- Без вісімок
- Ліфт
- Ескалатор
- Перше правило
- Фортеця
- Фортуна
- Чотирнадцять
- Вільна комірка (пасьянс)
- Пролом
- Веселі Ґордони
- Ґлінвуд
- Гольф
- Циган
- Хельсінкі
- Класи
- Ізабель
- Джеймстаун
- Джумбо
- Канзас
- Король Альберт
- Аудієнція у короля
- Клондайк
- Лабіринт
- Леді Джейн
- Плутанина
- Монте-Карло
- Гробниця Наполеона
- Сусід
- Одеса
- Осмос
- Погляд
- Комора
- Коса
- Покер
- Чотирнадцять
- Королівський схід
- Дорожня скриня
- Скорпіон
- Бійка
- Бухта
- Сер Томмі
- Павук
- Павучиха
- Павук з трьома колодами
- Вгору
- Вулиці і провулки
- Шаблон
- Десять поперек
- Тетравекс
- Викрадачі
- Тринадцять
- Палець та гаманець
- Тринадцять
- Три вершини
- Загальна площа
- Валентин
- Західна гавань
- Біла голова
- Блукаючий вогник
- Врожай
- Юкон
- Зебра